# Kariera wieśniaka
Kariera wieśniaka (oryg. fr. Le Paysan parvenu) – niedokończona powieść Pierre'a de Marivaux. Jej pięć części zostało wydanych w 1735. Dzieło ma formę wspomnień młodego wieśniaka Jakuba, który postanowił wszelkimi dostępnymi środkami stać się człowiekiem zamożnym i zrobić karierę w Paryżu.

## Okoliczności powstania utworu
W 1735 roku czterdziestosiedmioletni Marivaux pozostawił na boku pracę nad, pisaną od kilku lat, powieścią Życie Marianny i w przerwie między wystawianiem kolejnych komedii, napisał Karierę wieśniaka. Co szczególne, autor, który dotąd nie stawiał swoich bohaterów w sytuacjach skandalicznych, pisze powieść, w której libertyńskie sceny miłości pozamałżeńskiej następują jedna po drugiej. Porzuca czystą Mariannę, tkliwe i czułe bohaterki Matki powiernicy i bohatera Zapisu, który wstydzi się złożyć propozycję małżeńską, na rzecz powieści, której nie pozwolił czytać własnej córce. Ta gwałtowna zmiana zajęcia i tematyki została wywołana publikacją rok wcześniej rozwiązłej powieści Crebillona syna Tanzaï et Néadarné, w której autor zaatakował pod postacią kreta Moustache, styl pisania Marivaux. Kret kopie i kopie przez długi czas ten sam grunt, aby polować na białe larwy, które bardzo lubi, i nie posuwa się dalej, zanim dokładnie nie przenicuje wybranego terenu, podobnie jest zdaniem Crebillona ze stylem Marivaux.
Dotknięty atakiem pisarz, polemizując z Crebillonem, udziela mu lekcji kompozycji, wskazując, że utwór z pogranicza literatury rozwiązłej wymaga delikatnej formy, doprawionej dowcipem i obserwacją. Marivaux formułuje ten pogląd wprost, w księdze czwartej, przez usta starego oficera rozmawiającego z młodym pisarzem (Crebillon był o 19 lat młodszy od Marivaux). Oficer twierdzi, że czytelnik lubi rozwiązłość, ale nie nadmierną, taka staje się w powieści płaska, brudna i odpychająca, z powodu niewygody, jaką sprawia czytelnikowi, który jest człowiekiem w stanie odprężenia i oczekuje od autora, że go zabawi i że uczyni to z odpowiednim umiarem.
Zdaniem Macieja Żurowskiego podstawowym powodem, dla którego Marivaux postanowił poruszyć w utworze temat dochodzącego do fortuny i pozycji plebejusza były własne doświadczenia: mieszczańskie urodzenie, utrata oszczędności wskutek krachu systemu Lawa, konieczność zarabiania na codzienne potrzeby poprzez pisanie komedii. Inspiracją dla Marivaux była również popularna we Francji XVII i XVIII wieku powieść pikarejska, a zwłaszcza powstałe na początku XVIII stulecia Przypadki Idziego Blasa Lesage'a.

## Treść
Jakub pochodzi z Szampanii. W wieku około osiemnastu lat zostaje wysłany przez swego ojca do Paryża, do właściciela wioski, z winem pochodzącym z ostatnich zbiorów. Właściciel wioski nie jest szlachcicem, lecz wzbogaconym finansistą. Jego żona przyjmuje młodzieńca podczas porannej toalety, chłopak wpada jej w oko i postanawia zostawić go u siebie na służbie. Jakub wpada też w oko służącej pani, Genowefie. Dziewczyną interesuje się pan domu, który zaczyna jej robić prezenty z pieniędzy i biżuterii. Genowefa opowiada Jakubowi o względach swego pana, ale twierdzi, że im nie ulega. Pewnego dnia pan domu przyzywa Jakuba i proponuje mu ślub z Genowefą, którą obiecuje zabezpieczyć na przyszłość. Jakub odmawia, finansista się wścieka, dziewczyna płacze. W nocy finansista umiera rażony apopleksją. Okazuje się, że jest zrujnowany. Domownicy grabią, co im wpadnie w ręce. Pani zamyka się w klasztorze, a Jakub ląduje na bruku.
Włócząc się po Paryżu bez zajęcia, Jakub spotyka na Nowym Moście kobietę, która poczuła się słabo. Szarmancki młodzieniec pomaga jej powrócić do domu. Uznaje ją za dewotkę w wieku czterdziestu lat, w rzeczywistości ma pięćdziesiąt. Mieszka ze swą siostrą, starszą panną Habert, dewotką, jak i ona, ale bardziej surową. Jakub zostaje domownikiem, ale kierownik duchowy obydwu panien, ksiądz Doucin, żąda odprawienia młodzieńca. Siostry kłócą się między sobą i w sposób gwałtowny się rozstają. Młodsza pani Habert wynajmuje wraz z Jakubem mieszkanie w innej części miasta i proponuje młodzieńcowi małżeństwo. Niestety okazuje się, że księdzem poproszonym przez właścicielkę kamienicy o pobłogosławienie młodej parze, jest ksiądz Doucin, który odmawia poprowadzenia uroczystości. 
Starsza pani Habert oskarża Jakuba o skandaliczne wykorzystanie jej siostry i młodzieniec trafia przed oblicze prezydenta trybunału. Jakub jest w stanie wybronić się z zarzutu uwiedzenia starszej od siebie kobiety. Po jego stronie opowiadają się pani prezydentowa, jedna z jej przyjaciółek, pani de Ferval i sam prezydent. Prezencja Jakuba zachwyca panią de Ferval, która postanawia uwieść młodzieńca. Pod pretekstem napisania listu do jego przyszłej żony, ucina sobie z Jakubem krótkie tête-à-tête. Oszołomiony swym niezwykłym powodzeniem chłopak umawia się z nią na dzień następny. W drodze powrotnej do domu, zostaje omyłkowo wzięty za wspólnika podwójnego mordercy i trafia do więzienia. Dzięki energicznej interwencji pani de Ferval wychodzi stamtąd nazajutrz. W nocy dochodzi w końcu do ślubu Jakuba z panną Habert.
Aby związać go ze sobą, pani de Ferval namawia swoją znajomą, panią de Fécour, by ta wyposażyła Jakuba w list polecający, dzięki któremu będzie on mógł znaleźć pracę u finansisty w Wersalu. Jakub udaje się do Wersalu. Po drodze wysłuchuje narzekań żonatego mężczyzny na swoją połowicę oraz rozmowy młodego pisarza ze starym oficerem na temat sensu sztuki. Jakub znajduje finansistę otoczonego tłumem petentów. Podaje mu list. Ten po jego przeczytaniu narzeka, że szwagierka posyła mu prośby o zatrudnienie ludzi, którzy nic nie umieją, obiecuje jednak Jakubowi posadę. W tym momencie zjawiają się młoda dama i jej matka. Mąż młodej kobiety jest często chory i z tego powodu został zwolniony. Kobieta prosi o przywrócenie go do pracy. Finansista odmawia. Jakub wzruszony ich trudną sytuacją i pięknymi oczami młodej damy ofiaruje się, że odstąpi swoje miejsce nieszczęśnikowi. Finansista przyjmuje rezygnację Jakuba, ale nie obiecuje zatrudnienia chorego i odchodzi. Na schodach dogania Jakuba z paniami mały, pękaty człowieczek i umawia się z nimi na spotkanie. Wysłuchuje ich historii i obiecuje pomoc.
Po powrocie z Wersalu Jakub udaje się na umówione spotkania z panią de Ferval. Zostaje ono przerwane przez wtargnięcie nieznajomego mężczyzny, który zna Jakuba jeszcze ze wsi. Pani de Ferval udaje, że młodzieniec jest jej krewnym. Jakub opuszcza jednak dom i udaje się do pani de Fécour. Kobieta jest jednak chora i nie może przyjąć go, chociaż odnosi się do niego przychylnie. Wobec tego Jakub wraca do swojej żony. Od tego momentu posługuje się nielegalnie szlacheckim nazwiskiem de la Vallée. Następnego dnia Jakub udaje się do pani d'Orville, poznanej w Wersalu. Przypadkowo spotyka na ulicy szlachcica bijącego się z trzema napastnikami na szpady. Postanawia przyjść mu z pomocą. Uratowany, hrabia de Dorsan, jest ranny, Jakub pomaga mu więc dotrzeć do domu pani d'Orville, gdzie zostaje opatrzony. Hrabia obiecuje Jakubowi w przyszłości swoją protekcję. Tymczasem proponuje podwiezienie swoim powozem, a po drodze zaprasza do teatru. Akcja powieści kończy się na piątym akcie wystawianego w teatrze Mitrydatesa, a autor zapowiada, co stanie się w szóstym akcie. 
Dalszy ciąg utworu, chociaż zapowiadany przez Marivaux, nigdy nie został napisany. Maciej Żurowski uważa urwanie akcji w momencie, gdy niewiele brakuje do przewidzianego przez schemat powieściowy szczęśliwego zakończenia utworu, za świadomy zabieg, który miałby skłaniać czytelnika do własnej refleksji na temat Jakuba i jego poczynań. Wiadomo ponadto, że Marivaux niezwykle niechętnie odnosił się do prób napisania dalszego ciągu dzieła, podejmowanych za jego życia przez innych autorów. 

## Cechy utworu
Zdaniem Macieja Żurowskiego, mimo wielu podobieństw do schematu fabularnego powieści pikarejskiej, Kariera wieśniaka powinna być traktowana przede wszystkim jako powieść społeczna. W dziele zostaje bowiem ukazane środowisko szlachty oraz mieszczańska, jak i postawy typowe dla współczesnej autorowi epoki: demoralizacja obyczajów lub jej odwrotność - dewocja. Równocześnie Kariera wieśniaka wykorzystuje wiele środków, jakimi autor posługiwał się, pisząc dramaty: obfituje w nagłe zwroty akcji, niespodziewane rozwiązania, żywe dialogi, natomiast środowiska społeczne ukazuje za pomocą charakterystyki reprezentatywnych dla nich typów postaci, bez stosowania opisu.
Nowatorski w literaturze francuskiej jest sposób kreacji postaci Jakuba. Chociaż jego wiejskie pochodzenie jest wielokrotnie podkreślane w utworze, powieść nie sugeruje jego niższości względem wyżej urodzonych bohaterów, nie poddaje również prymitywizacji jego zachowania i wypowiedzi. Język Jakuba nie różni się od języka innych postaci (Marivaux celowo nie wykorzystuje, w odróżnieniu od wcześniejszych autorów, dialektu). Karierę wieśniaka, podobnie jak drugą niedokończoną powieść Marivaux Życie Marianny, uważa się za ważny moment w rozwoju francuskiej powieści psychologicznej.
Karierę wieśniaka na język polski przetłumaczył Jarosław Iwaszkiewicz.